# Fondation Prince-Laurent
 (octobre 2014).
Si vous disposez d'ouvrages ou d'articles de référence ou si vous connaissez des sites web de qualité traitant du thème abordé ici, merci de compléter l'article en donnant les références utiles à sa vérifiabilité et en les liant à la section « Notes et références ».
La Fondation Prince-Laurent est une association créée en 1995, sous la présidence du prince Laurent de Belgique. La Fondation Prince-Laurent pour le bien-être des animaux domestiques et sauvages entend prendre toute initiative en faveur de la reconnaissance et du respect de la dignité des animaux, quelle que soit l'espèce et quel que soit le rôle que l'homme leur assigne.
Son activité la plus connue est la gestion de ses quatre dispensaires pour animaux, situés dans le quartier des Marolles (Bruxelles), à Seraing, à Anvers et à Boussu (un cinquième devrait bientôt ouvrir à Gand). En échange d'une cotisation annuelle de 10 euros, les personnes défavorisées peuvent y faire soigner deux animaux gratuitement. 
Le deuxième pilier de la Fondation est la plate-forme belge des méthodes alternatives à l'expérimentation animale. 
La Fondation mène aussi des actions de sensibilisation pour le bien-être des chevaux, des poneys et des ânes. Grâce à la détermination de la Fondation Prince-Laurent depuis 2002, la Charte du bien-être des animaux de ferme voit le jour le 20 septembre 2006 lors d'une cérémonie officielle de signature dans les serres royales de Laeken, en présence du prince, de plusieurs ministres, de représentants de la Fédération nationale du commerce de bétail et de la viande, du Conseil national de la protection animale, du Boerenbond, de la Fédération belge des entreprises de distribution, de Gaia, etc. C'est l'aboutissement d'un long travail de réflexion à la suite de la révélation par la presse de cas de maltraitance dans les abattoirs de Ciney et d'Anderlecht.